# Selección de waterpolo de Irán
La selección de waterpolo masculina de Irán es el equipo representativo de Irán en eventos internacionales de waterpolo. Está controlado por la Federación Iraní de la Natación Amateur.

## Estadísticas

### Juegos Olímpicos
- 1976: 12º lugar[1]

### Campeonatos mundiales
- 1975: 15º lugar
- 1998: 15º lugar

### Copa Mundial
- 2010: 8º lugar

### Liga Mundial
- 2008: 1a vuelta
- 2009: 1a vuelta
- 2010: 1a vuelta

### Copa Mundial de Desarrollo
- 2007:  Medalla de bronce
- 2011:  Medalla de plata
- 2015:  Medalla de oro
- 2017: Descalificó

### Juegos Asiáticos
- 1970: 4º lugar
- 1974:  Medalla de oro
- 1986: 4º lugar
- 1990: 6º lugar
- 1994: 4º lugar
- 1998: 5º lugar
- 2002: 4º lugar
- 2006: 4º lugar
- 2018:  Medalla de bronce

### Campeonatos asiáticos
- 2016: 4º lugar

### Copa asiática
- 2010:  Medalla de bronce
- 2012:  Medalla de plata
- 2013:  Medalla de oro

### Juegos de Solidaridad islámica
- 2005: 4º lugar
- 2017:  Medalla de plata

## Entrenadores famosos
- Nico Firoiu (1969–71, 1972–74)
- Ante Nakić
- Neven Kovačević
- Stanislav Pivovarov (2010)
- Paolo Malara (2011)
- Roman Poláčik (2011–2012)
- Paolo Malara (2013–2014)
- Sirous Taherian (2014--2016)